# Theddy Ongoly
Theddy Ongoly, né le 21 mars 1981 à Sibiti (Congo), est un footballeur international congolais qui évolue au poste de défenseur central. En 2012, il retrouve l'USA Liévin, évoluant en régional. Son passage dure une saison et demie.

## Palmarès
- International congolais : 5 sélections et 0 but
- Champion de France de National en 2004 avec le Stade de Reims